# Autopsy: The Last Hours of...
Autopsy: The Last Hours of... (Autopsias de Hollywood en Hispanoamérica) es una serie de televisión de estilo documental que investiga las muertes trágicas, controvertidas y repentinas de los famosos. La serie se estrenó en 2014 en el Canal 5 del Reino Unido y posteriormente fue emitida en Estados Unidos por Reelz. En 2016, se emitió la primera temporada producida en Estados Unidos con el médico forense jefe de San Francisco (que anteriormente era el médico forense del Distrito 14 de Panama City, Florida), el doctor Michael Hunter, asumiendo el papel de presentador. En los episodios producidos en el Reino Unido aparecía el Dr. Richard Shepherd y, posteriormente (después de unos diez episodios), el Dr. Jason Payne-James (durante unos cinco episodios más) analizando los informes oficiales de las autopsias de varias celebridades para determinar la causa de su muerte.

## Contenido
La serie revela la verdad que se esconde tras las controvertidas muertes de iconos mundiales y de personas cuyas muertes prematuras estuvieron rodeadas de escándalo y de una intensa atención mediática. La realidad y la ficción se separan para siempre a través de reconstrucciones de sus últimas horas utilizando pruebas médicas cruciales de las autopsias reales para explicar cómo y por qué murieron, mientras que las entrevistas con amigos y familiares arrojan luces sobre los acontecimientos que condujeron a la muerte, poniendo finalmente fin a las especulaciones.

## Temporadas
| Temporada | Temporada | Episodios | Episodios | Emisión original         | Emisión original        |
| Temporada | Temporada | Episodios | Episodios | Primera emisión          | Última emisión          |
| --------- | --------- | --------- | --------- | ------------------------ | ----------------------- |
|           | 1         | 3         | 3         | 7 de enero de 2014       | 21 de enero de 2014     |
|           | 2         | 3         | 3         | 24 de julio de 2014      | 7 de agosto de 2014     |
|           | 3         | 5         | 5         | 2 de diciembre de 2014   | 29 de abril de 2015     |
|           | 4         | 5         | 5         | 28 de septiembre de 2015 | 9 de febrero de 2016    |
|           | 5         | 16        | 16        | 30 de enero de 2016      | 10 de diciembre de 2016 |
|           | 6         | 16        | 16        | 28 de enero de 2017      | 22 de julio de 2017     |
|           | 7         | 26        | 26        | 11 de febrero de 2018    | 6 de octubre de 2018    |
|           | 8         | 18        | 18        | 10 de febrero de 2019    | 29 de diciembre de 2019 |
|           | 9         | 23        | 23        | 16 de febrero de 2020    | 13 de diciembre de 2020 |